# Pindasoep

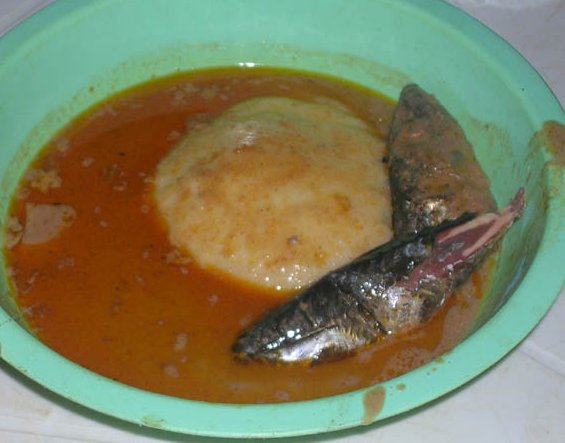
Pindasoep met fufu en vis. Gerecht uit de Ghanese keuken

Pindasoep is een soep met als belangrijkste ingrediënt pinda's. De pinda's moeten eerst gemalen worden of men kan pindakaas als basis nemen. Verder worden vaak kippenvlees, diverse groentes en specerijen toegevoegd. Recepten voor pindasoep vindt men in onder andere de Indonesische en Afrikaanse keuken. In Nederland wordt het gerecht vooral geassocieerd met de Surinaamse keuken.